# 迴圈量子重力
迴圈量子重力論（loop quantum gravity，簡稱），又譯環圈量子重力論，英文別名圈引力（loop gravity）、量子幾何學（quantum geometry），是一種試圖將廣義相對論與量子力學結合起來的理論，由阿貝·阿希提卡、李·斯莫林、卡洛·羅威利等學者共同發展，是目前與弦理论齊名的重要量子重力理論之一。
傳統上，當科學家嘗試將重力以量子場論的方式處理時會遇到「無法重整化」的困難，也就是該理論在高能量尺度會出現無限值，無法修正。而LQG的做法則是從廣義相對論本身出發，將其重新表達為一種類似規範場論的形式，並引入不同的變數（阿希提卡-巴貝羅聯絡）來取代原本的度規張量，進而將重力量子化。
在LQG理論框架中，時空是背景獨立的，而且是由名為「迴圈」的結構編織成的自旋網絡。也就是說這些「迴圈」不是存在於某個預設的時空中，而是以自身扭結的方式定義出時空幾何。網絡中每條邊的長度約為普朗克長度，在這樣極小的尺度下這些結構會產生隨機的量子漲落，因此延伸出所謂的自旋泡沫理論，也就是自旋網絡隨時間演化的形式。根據此理論，時空是「離散」非「連續」的。

## 通論與目標
部分學者（特別是弦論學家）認為：在只有一個時間維和三個空間維組成的四維時空中，無法將重力量子化而且不引入新的粒子或場，不過弦論中所預測的這些產物目前也未能與觀測結果互相證實。
LQG則試圖不引入任何額外維度或粒子，而是將重力本身加以量子化。該理論的弱點是無法自然產生標準模型中已有的粒子與場，得要需事後再加進理論，不過LQG創始人之一李·斯莫林曾提出一種可能性：弦論與LQG或許是同一種理論的不同表達方式。
LQG目前的主要成果包括：

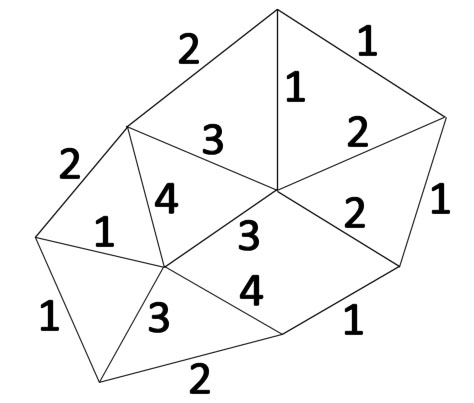
圈量子理论中使用的简单的自旋网络形态

1. 成功將非微擾的三維空間幾何量子化，其中面積與體積成為具有量子化的物理量；
2. 成功計算黑洞熵（但仍有詮釋上的爭議）；
3. 成為弦論外另一個可行的重力量子化候選方案，但目前仍不是一個「萬有理論」。

儘管LQG的數學基礎嚴謹，但其物理詮釋仍在討論中（如黑洞熵）。此外與此理論密切相關的還有自旋泡沫模型，以描述自旋網路隨時間的演化。

## 基本假设
LQG的建構基於以下兩個核心假設：
1. 廣義協變性：物理定律在任何坐標系下都應成立，這是广义相对论的基本假設。
2. 背景獨立性：理論中不假設一個固定的空間或時間背景，而是假設時空結構本身是動態的。

此外，LQG也假設量子论的基本原則是正確的。
可以利用以下舉例來理解LQG的基本假設：
- 牛頓力學既非廣義協變、也非背景獨立，因為它假設絕對時間與空間。
- 狹義相對論雖然是協變理論（狭义协变），但其背景為固定的閔考斯基時空，並非背景獨立。
- 廣義相對論是廣義協變且背景獨立的理論，度规张量的值完全由理论决定。

## 基本理論架構
LQG可以從廣義相對論的ADM表示法開始推導。其基本變數為：
- 三維空間度規張量 {\displaystyle q_{ab}}
- 正則座標 {\displaystyle P^{ab}}

這些變數受到下列兩個一級約束條件限制：
1. 微分同胚约束（英语：Diffeomorphism constraint）：{\displaystyle -2q^{-{\frac {1}{2}}}\;^{3}\nabla _{a}P_{\ b}^{a}=0}
2. 哈密顿约束（英语：Hamiltonian constraint）：{\displaystyle -^{3}R+q^{-1}(P^{ab}P_{ab}-{\frac {1}{2}}P^{2})=0}

### 阿希提卡-巴贝罗联络
為了便於處理這些約束條件，可引入三足形式（德語：drei-bein）來重寫度規張量：
{\displaystyle e_{a}^{i}e_{b}^{j}\delta _{ij}=q_{ab}}
並定義與三足相容的聯絡（自旋聯絡）{\displaystyle \Gamma _{a}^{i}}，及其曲率{\displaystyle K_{a}^{i}}。此時進一步引入實數參數{\displaystyle \gamma }（稱為巴貝羅-伊姆米爾齊參數），就可以定義一個新的聯絡變數：
{\displaystyle A_{a}^{i}=\Gamma _{a}^{i}+\gamma K_{a}^{i}}
這就是阿希提卡-巴貝羅聯絡，即LQG中的核心變數。其對應的正則動量為：
{\displaystyle E_{i}^{a}=det(e)e_{i}^{a}}
再經處理後的該系統包含三個一級約束：
1. 高斯约束：{\displaystyle D_{a}E_{i}^{a}=0}
2. 微分同胚约束：{\displaystyle F_{ab}^{i}E_{i}^{a}=0}
3. 哈密顿约束：{\displaystyle {\frac {1}{\sqrt {|det(E)|}}}F_{ab}^{i}E_{j}^{a}E_{k}^{b}\epsilon _{ijk}+...=0}

其中{\displaystyle D_{a}}是以{\displaystyle A_{a}^{i}}為聯絡定義的协变微商，{\displaystyle F_{ab}^{i}}為其對應的曲率张量。
由於滿足這些約束，LQG可視為一種類似於规范场论的理論，其基本結構是由「聯絡」與「曲率」構成的幾何。

### 書目
- Rodolfo Gambini and Jorge Pullin, Loop Quantum Gravity for Everyone, World Scientific, 2020.
- Carlo Rovelli, "Reality is not what it seems", Penguin, 2016.
- Martin Bojowald, Once Before Time: A Whole Story of the Universe 2010.
- Carlo Rovelli, What is Time? What is space?, Di Renzo Editore, Roma, 2006.
- Lee Smolin, Three Roads to Quantum Gravity, 2001

### 論文
- （英文）迴圈量子引力論中的引力子傳遞子(Graviton propagator in loop quantum gravity) （页面存档备份，存于）-- We compute some components of the graviton propagator in loop quantum gravity, using the spinfoam formalism, up to some second order terms in the expansion parameter.
- （英文）量子引力與標準模型(Quantum Gravity and the Standard Model) （页面存档备份，存于）-- Shows that a class of background independent models of quantum spacetime have local excitations that can be mapped to the first generation fermions of the standard model of particle physics.

## 外部連結
- "Loop Quantum Gravity" by Carlo Rovelli （页面存档备份，存于） Physics World, November 2003
- Quantum Foam and Loop Quantum Gravity （页面存档备份，存于）
- Abhay Ashtekar: Semi-Popular Articles . Some excellent popular articles suitable for beginners about space, time, GR, and LQG. （页面存档备份，存于）
- Loop Quantum Gravity: Lee Smolin. （页面存档备份，存于）
- Loop Quantum Gravity on arxiv.org （页面存档备份，存于）
- A list of LQG references catered to fresh graduates
- Loop Quantum Gravity Lectures Online by Lee Smolin
- Spin networks, spin foams and loop quantum gravity （页面存档备份，存于）
- Wired magazine, News: Moving Beyond String Theory （页面存档备份，存于）
- April 2006 Scientific American Special Issue, A Matter of Time, has Lee Smolin LQG Article Atoms of Space and Time
- September 2006, The Economist, article Looping the loop （页面存档备份，存于）
- Gamma-ray Large Area Space Telescope: http://glast.gsfc.nasa.gov/ （页面存档备份，存于）
- Zeno meets modern science.（页面存档备份，存于） Article from Acta Physica Polonica B （页面存档备份，存于） by Z.K. Silagadze.
- Did pre-big bang universe leave its mark on the sky?[永久] - According to a model based on "loop quantum gravity" theory, a parent universe that existed before ours may have left an imprint (New Scientist, 10 April 2008)